# Love Song (álbum)
Love Song es el noveno álbum de estudio de la cantante canadiense Anne Murray. Fue publicado el 11 de febrero de 1974 a través de Capitol Records.

## Recepción de la crítica
Un escritor no especificado de la revista Cash Box escribió: “Cada corte presenta la voz distintiva de Anne y la dama captura swingers dinámicos, así como baladas con un estilo elegante que deja un recuerdo agradable”. Un escritor no especificado de la revista Billboard indicó que Murray “demuestra con este LP que es una buena cantante pop capaz de tener una amplia aceptación en el mercado”, y añadió: “La voz suave y fluida de Anne se combina con un conjunto igualmente relajado de gráficos desarrollados por Brian Ahern, quien sabe cómo combinar el sentimiento country con los mejores ingredientes de la música pop”.

## Lista de canciones
| Lado uno |                       |                               |          |  |
| N.º      | Título                | Escritor(es)                  | Duración |  |
| 1.       | «Love Song»           | Dona Lyn George Kenny Loggins | 2:46     |  |
| 2.       | «Just One Look»       | Gregory Carroll Doris Payne   | 2:53     |  |
| 3.       | «Another Pot O' Tea»  | Paul Grady                    | 3:23     |  |
| 4.       | «Children of My Mind» | Gary Osborne                  | 3:03     |  |
| 5.       | «Real Emotion»        | Alan O'Day                    | 3:18     |  |

| Lado dos |                             |                                             |          |  |
| N.º      | Título                      | Escritor(es)                                | Duración |  |
| 1.       | «Watching the River Run»    | Jim Messina Loggins                         | 2:31     |  |
| 2.       | «Backstreet Lovin'»         | Brian Russell Gordon Gieseking David Palmer | 4:42     |  |
| 3.       | «Son of a Rotten Gambler»   | Chip Taylor                                 | 3:06     |  |
| 4.       | «You Won't See Me»          | John Lennon Paul McCartney                  | 4:02     |  |
| 5.       | «Send a Little Love My Way» | Henry Mancini Hal David                     | 2:45     |  |

## Créditos y personal
Créditos adaptados desde las notas de álbum de Love Song.
Músicos
- Anne Murray – voz principal y coros
- Skip Beckwith – bajo eléctrico, percusión
- Brian Ahern – bajo eléctrico, guitarra, percusión, ukulele
- Mason Williams – guitarra
- Miles Wilkinson – guitarra
- Steven Rhymer – guitarra
- Dave Cardwell – guitarra
- Pat Riccio, Jr. – teclados
- Andy Cree – batería
- Don Thompson – percusión, saxofón
- Ben Keith – steel guitar
- Dianne Brooks – coros
- Laurel Ward – coros
- Lee Harris – coros
- Butch Watanabe – trombón
- Peter Cornell – armonio, arpa
- Bill Langstroth – banjo
- Brently Titcomb – armónica

Personal técnico
- Brian Ahern – productor, ingeniero de audio
- Paul White – productor ejecutivo
- Tom Brennand – ingeniero de audio
- Chris Skene – ingeniero de audio
- Rick Wilkins – arreglos, conductor

Diseño
- Pacific Eye & Ear – dirección artística, diseño de portada
- Drew Struzan – ilustración
- Viktor Von Maderspach – fotografía de portada
- Paul Cade – fotografía de portada
- Harry Mittman – fotografía de contraportada

## Posicionamiento

### Gráfica semanal
| Gráfica (1974)                            | Pico de posición |
| ----------------------------------------- | ---------------- |
| Canadá (RPM Top Albums)                   | 5                |
| Estados Unidos (Billboard Top LPs & Tape) | 24               |

### Gráfica de fin de año
| Gráfica (1974)                             | Pico de posición |
| ------------------------------------------ | ---------------- |
| Canadá (RPM Top Albums)                    | 49               |
| Estados Unidos (Cash Box Top Country LP's) | 92               |